# Mubarak Hassan Shami
Mubarak Hassan Shami, född som Richard Yatich den 1 december 1980 i Kenya, är en längdistanslöpare från Qatar.
Shami tävlar huvudsakligen i maraton och vann 2006 de asiatiska mästerskapen i Doha. 2007 blev Shami tvåa på maraton vid VM 2007 i Osaka.